# Caja Rural de Aragón
Caja Rural de Aragón es una entidad de crédito cooperativo con sede en Zaragoza e implantación en las provincias de Zaragoza, Huesca, Teruel, La Rioja y Lérida. Surgió en 2011 a partir de la fusión de Cajalón y Multicaja. Hasta 2019 utilizó la marca comercial "Bantierra".
Forma parte de la Unión Nacional de Cooperativas de Crédito (Unacc), del Grupo Caja Rural así como de la Asociación Española de Cajas Rurales.
A 31 de diciembre de 2020, tenía 221 oficinas y 765 empleados.

## Historia
- 2011:
  - 25 de mayo: las asambleas de Cajalón y Multicaja aprueban la fusión de ambas entidades.[5]
  - 15 de diciembre: la fusión es autorizada por el Ministerio de Economía y Hacienda.
  - 20 de diciembre: se hace efectiva la fusión. En cifras globales, la entidad resultante cuenta con 5.797 millones de euros en activos, un volumen de negocio en torno a los diez mil millones de euros y unos recursos propios de más de 500 millones.
  - 23 de diciembre: se inscribe la nueva entidad en el Registro Mercantil de Zaragoza.
  - 30 de diciembre: se inscribe la nueva entidad en el Registro de Sociedades Cooperativas.
- 2012
  - 23 de enero: comienza a operar la nueva entidad, una vez realizada la integración informática y operativa de Multicaja y Cajalón con 325 oficinas y 400.000 clientes.[6]
  - 27 de marzo: Bantierra hace públicos los resultados del ejercicio 2011 y presenta unos beneficios de 14 millones de euros. Además, en las cuentas destaca un incremento del 40% en el capital social de la entidad en comparación con las cifras de 2011.[7]
- 2013
  - 17 de febrero: Bantierra presenta sus resultados y logra incrementar su beneficio en 2012 en un 8%.[8]
  - 12 de agosto: la entidad cambia su denominación social de "Nueva Caja Rural de Aragón" a simplemente "Caja Rural de Aragón", antigua denominación social de Cajalón.
- 2014
  - 25 de mayo: la entidad volvió a rendir cuentas ante la asamblea e hizo públicos sus resultados del año 2013. Dichas cifras atestiguan un beneficio neto de 12,5 millones y desde la dirección se afirma que la entidad se ha consolidado al "elevar la solvencia, la liquidez y reducir los costes".[9]
- 2015
  - 10 de junio: respecto a los resultados de 2013, las cuentas de Bantierra de 2014 reflejan un aumento del 40,8% en sus beneficios, situándose en los 17,6 millones de euros. Asimismo, la tendencia para el 2015 se mantiene al alza ya que su cuenta de resultados aumenta a un ritmo de casi el 30%.[10]
- 2016
  - 12 de enero: el Consejo Rector de Bantierra designa a Luis Olivera Bardají como nuevo presidente de la entidad.[11]
  - 4 de marzo: Luis Ignacio Lucas Domínguez releva a Javier Hermosilla como nuevo director general.[12]
  - 15 de abril: Bantierra cerró el 2015 con un margen de interés de 75 millones de euros.[13]
- 2017
  - 16 de junio: Bantierra cierra 2016 con un beneficio de 7 millones de euros, un 7,1% superior al del ejercicio anterior.[14]
  - 24 de julio: Bantierra vende la red de oficinas de Caja Abogados a Arquia Banca.[15]
- 2018
  - 18 de mayo: Bantierra cierra 2017 con un beneficio de 9,1 millones, un 30,3% más que en 2016.[16]
- 2019
  - 31 de mayo: Bantierra presenta un beneficio neto de 7,7 millones de euros en 2018.[17]
  - octubre: "Bantierra" empezó a dejar de ser la marca comercial de la entidad y se pasó a utilizar comercialmente el propio nombre social: "Caja Rural de Aragón".
- 2020
  - 30 de octubre: Caja Rural de Aragón celebra la asamblea general de forma telemática, debido a la pandemia de coronavirus, y aprueba un beneficio de 4,2 millones de euros después de impuestos en 2019.[18]
- 2021
  - 14 de mayo: Caja Rural de Aragón cierra 2020 con un beneficio de 3,2 millones de euros después de impuestos.[19]
- 2022
  - 3 de junio: Caja Rural de Aragón obtuvo 3,2 millones de euros de beneficio después de impuestos en 2021.[20]